# رشيد (اسم)
رشيد هو اسم علم مذكر من أصل عربي، ومعناه هو من الرشد والعاقل المدرك الواعي للأمور.

## شخصيات تحمل الاسم
- رشيد الدين فضل الله الهمذاني (1247 – 18 يوليو 1318)
- رشيد بن الحسن (النجل الأصغر للعاهل المغربي الراحل الحسن الثاني وشقيق الملك الحالي محمد السادس، 20 يونيو 1970 – )
- رشيد بهبودوف (14 ديسمبر 1915[4] – 9 يونيو 1989[4])
- رشيد رمزي (17 يوليو 1980 – )
- رشيد صوماليا (لاعب كرة قدم غاني، 18 ديسمبر 1992[5] – )
- رشيد طه (مغني جزائري، 18 سبتمبر 1958[6][7] – 12 سبتمبر 2018)
- رشيد عالي الكيلاني (سياسي عراقي، 1892[8] – 28 أغسطس 1965[8])
- رشيد غزال (لاعب كرة قدم جزائري، 9 مايو 1992[9] – )
- رشيد نورغالييف (سياسي روسي، 8 أكتوبر 1956 – )
- رشيد والاس (لاعب كرة سلة أمريكي، 17 سبتمبر 1974 – )
- رشيد الزلامي (شاعر سعودي، 1926 - 2014م).
- رشيد الضعيف (روائي وشاعر لبناني).
- رشيد عساف (ممثل سوري).

## وصلات خارجية
- موسوعة السلطان قابوس لأسماء العرب نسخة محفوظة 5 أبريل 2019 على موقع واي باك مشين.